# يو سي آي برو سيريس
يو سي آي برو سيريس (بالإنجليزية: UCI ProSeries)‏ أو «سلسلة سباقات الاتحاد الدولي للدراجات للمحترفين» هي سلسلة سباقات الدرجة الثانية من سباقات ركوب الدراجات على الطريق، وكان موسمها الافتتاحي في عام 2020، وتُعد في الدرجة الثانية بعد طواف العالم للدراجات وقبل مُختلف السباقات القارية.

## مشاركة الفريق
يمكن لفرق الاتحاد الدولي المُحترفة (بالإنجليزية: UCI WorldTeams)‏ المشاركة في أحداث «يو سي آي برو سيريس» بنسبة 70% من السباقات الأوروبية وبنسبة 65% من السباقات الأخرى، ويمكن مشاركة فرق «يو سي آي برو تيمز» والفرق القارية والمنتخبات الوطنية.

## الأحداث
تتكون سلسلة «برو سيريس» من 57 حدثًا، منها 30 سباق يوم واحد فئة (1. Pro) بالإضافة إلى 27 سباق مراحل فئة (2. Pro)، ومنها 49 سباق في أوروبا و5 سباقات في آسيا و3 سباقات في أمريكا.